# 연대항
연대항은 경상남도 통영시 산양읍 연곡리 연대도 섬에 있는 어항이다. 1972년 2월 23일 지방어항으로 지정하여 관리하고 있다. 시설관리자는 통영시장이다.

## 어항 시설
- 방파제 183m, 물양장 150m

## 주요 어종
- 장어, 우렁쉥이